# Clémence Franc
Pour les articles homonymes, voir Franc.
Clémence Franc est une entrepreneuse française née le 16 mai 1990 à Paris. Elle est présidente et cofondatrice de Novagray, une entreprise spécialisée dans la recherche sur le traitement du cancer par radiothérapie.

## Biographie

### Jeunesse et formation
Née en 1990, Clémence Franc grandit dans une famille de médecins. Elle développe très tôt un attrait pour la santé mais ses parents la dissuadent de poursuivre cette voie. 
Après deux ans de classes préparatoires au lycée Saint-Louis à Paris, elle entre en 2010 à l’École spéciale des travaux publics, du bâtiment et de l’industrie (ESTP Paris) et en ressort diplômée d’un master d’ingénieur en 2013. En parallèle, elle passe un master en urbanisme et génie de l'environnement à l’Université chinoise de Chongqing.
Elle poursuit son parcours avec Mastère en sciences Entrepreneurs à l’École des hautes études commerciales de Paris (HEC). Elle développe un premier projet de start-up dans la radiothérapie avec le centre de cancérologie Gustave Roussy de Villejuif où elle rencontre le professeur David Azria, qui deviendra son associé. 
Clémence Franc travaille ensuite pour plusieurs grands groupes (Deloitte, GE Healthcare, Colas) avant de monter sa propre société.

### Novagray
Clémence Franc fonde la société Novagray en février 2015 avec David Azria, qui dirige le service de radiothérapie oncologique de l’Institut du cancer de Montpellier (ICM) et le projet de radiobiologie de l’Institut de recherche en cancérologie de Montpellier (IRCM). Ils mettent au point des tests sanguins pour prédire les effets secondaires lourds et irréversibles liés aux radiothérapies. Ils s’appuient pour cela sur les travaux menés à l’Institut du cancer de Montpellier depuis près de quinze ans.
L’objectif de la solution développée par Novagray est « d'identifier, avant le début du traitement de radiothérapie, les patients qui risquent de subir des effets secondaires lourds et irréversibles », soit entre 5 et 10 % des malades. 

## Distinctions
En 2017, Novagray remporte le premier prix des StartHer Awards, la « plus grande compétition européenne de startups (co)-fondées par des femmes » et la revue du Massachusetts Institute of Technology (MIT technology review) sélectionne Clémence Franc parmi ses dix meilleurs entrepreneurs français de moins de 35 ans,.   
En 2018, Clemence Franc figure dans la liste Inspiring Fifty pour la France.   
En 2019, le magazine Forbes la sélectionne dans les 40 Françaises qui comptent en 2019. 